# المواقع القروية والكنائس المحصنة في ترانسلفانيا
تعتبر المنطقة الجنوبية الشرقية من ترانسلفانيا في رومانيا إحدى أكثر المناطق شمولاً للكنائس المحصنة التي يعود تاريخها إلى الفترة من القرن الثالث عشر إلى القرن السادس عشر، حيث تتضمن أكثر من 150 كنيسة محصنة ذات أنماط عمارة منوعة ومختلفة.
أدرجت هذه القرى في قائمة اليونسكو لمواقع التراث العالمي وهي عبارة عن سبع قرى، ست منها تابعة لترانسلفانيا السكسونية وواحدة زيكيلي، وقد أسسها السكسونيون الترانسيلفانيون تحت سيطرة الكنائس المحصنة وهي ذات نمط استيطاني محدد، تم الحفاظ عليه منذ أواخر العصور الوسطى.

## معرض الصور

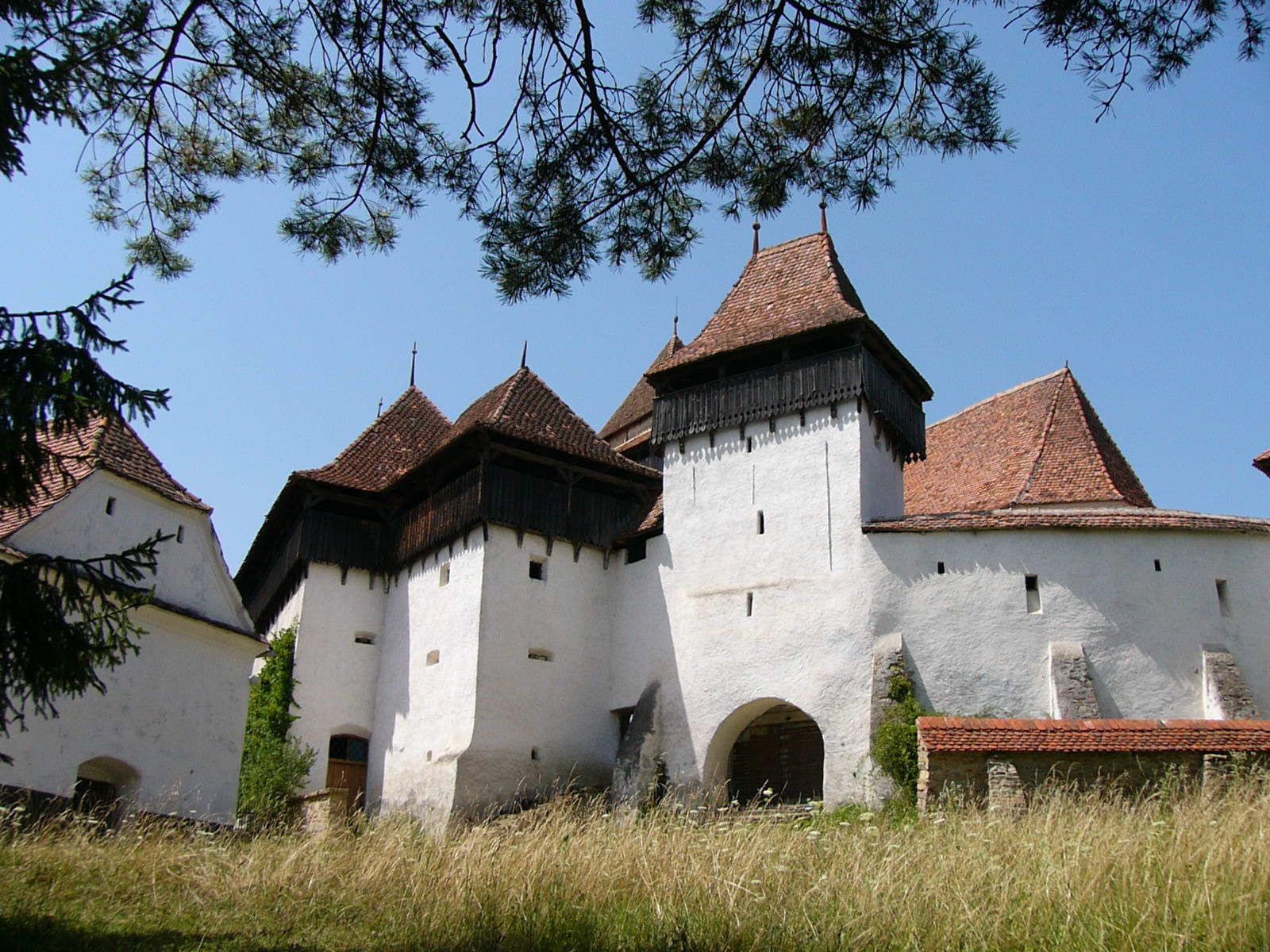
Viscri
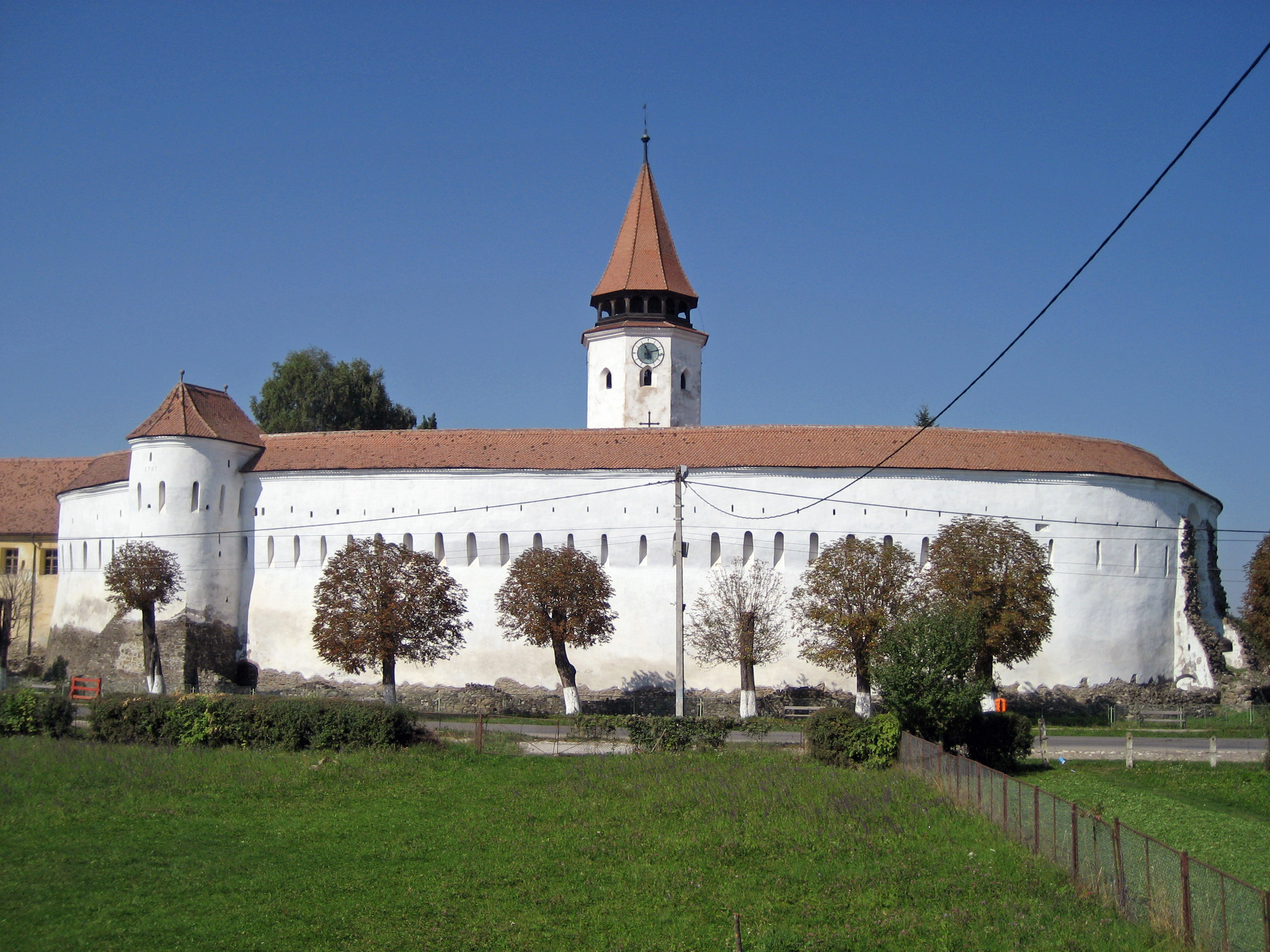
Prejmer
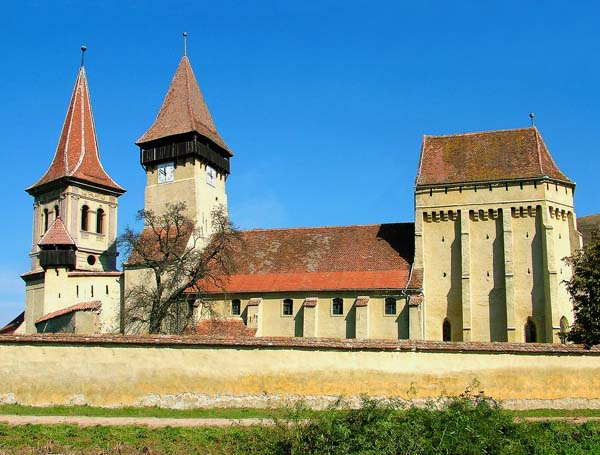
Șeica Mică
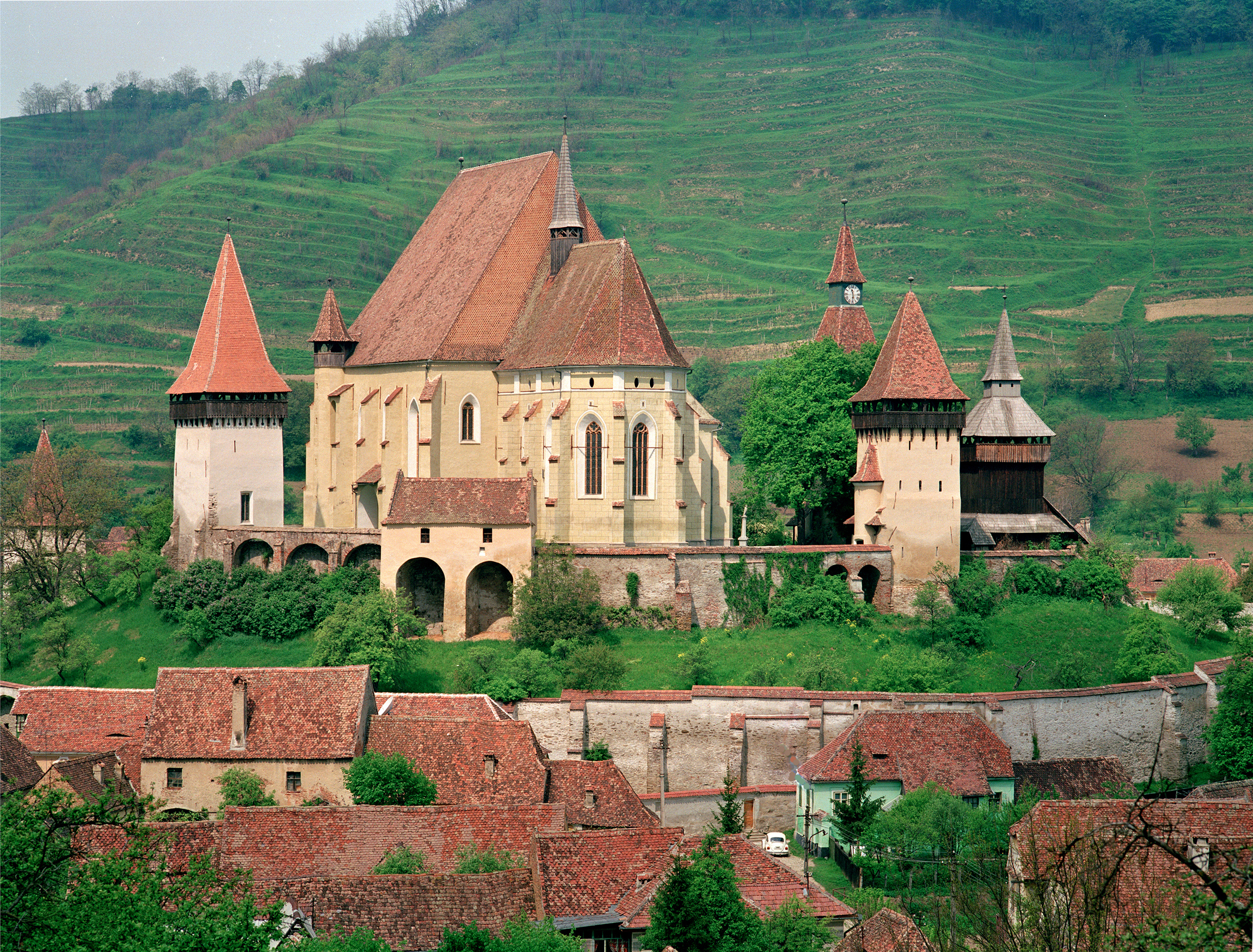
Biertan
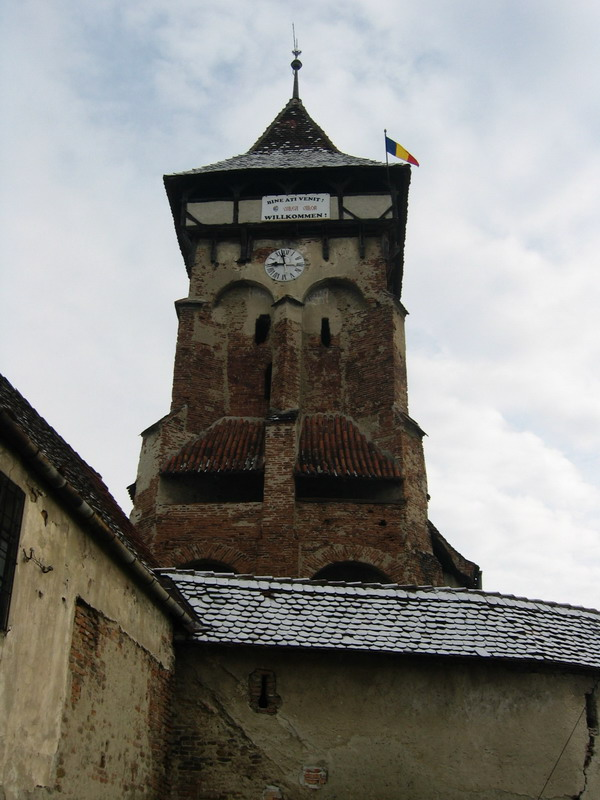
Valea Viilor
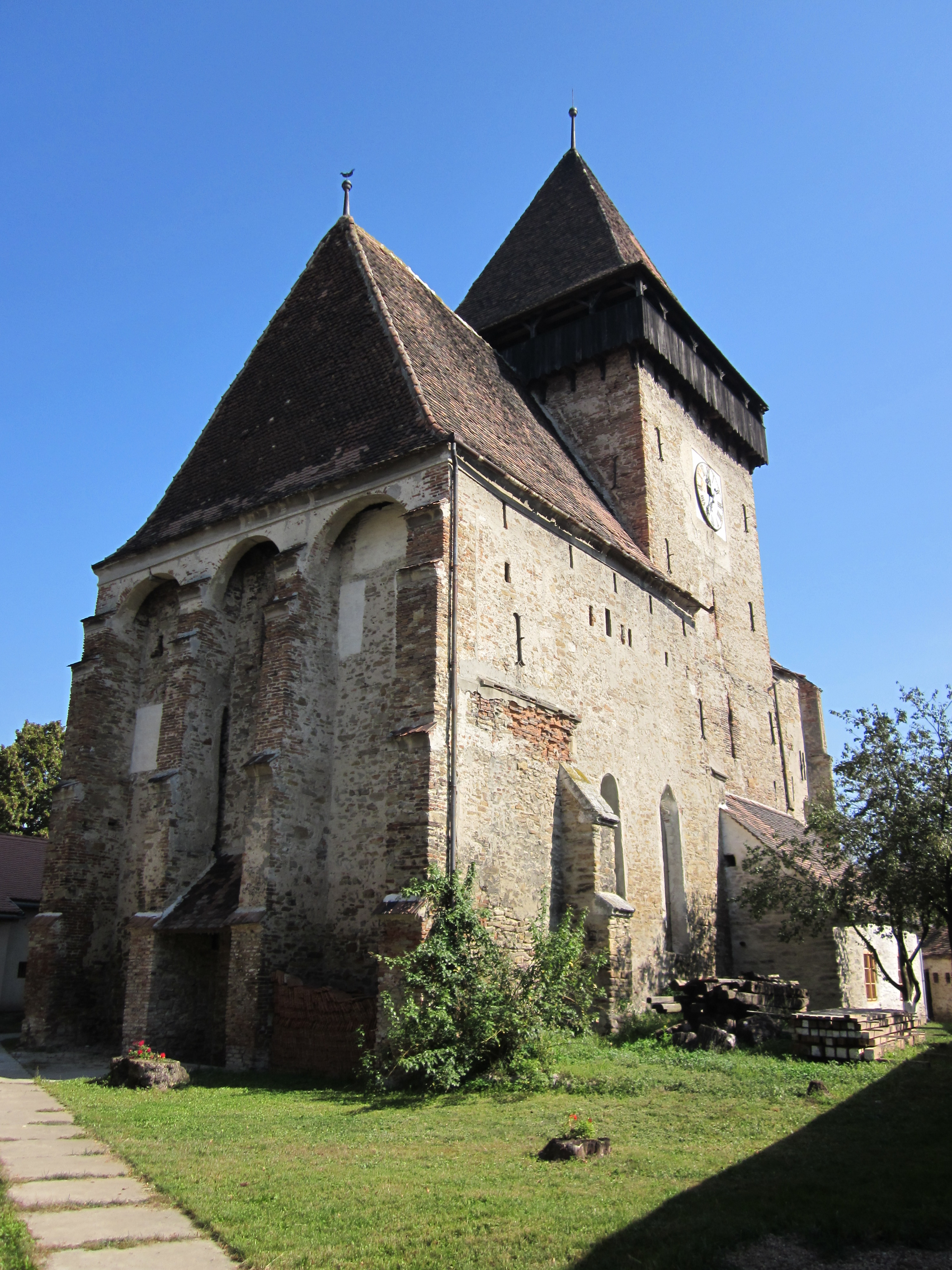
Axente Sever
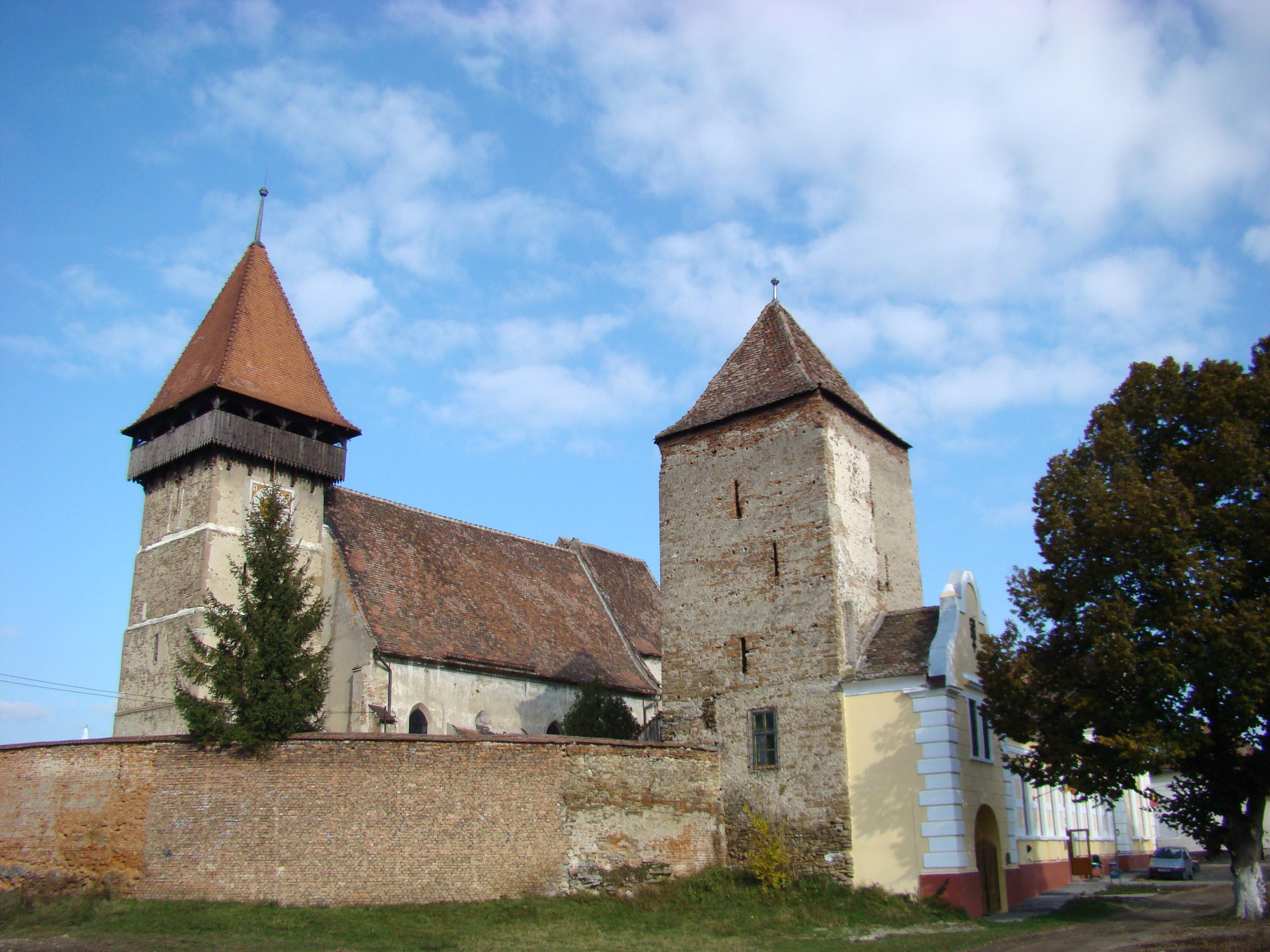
Brateiu
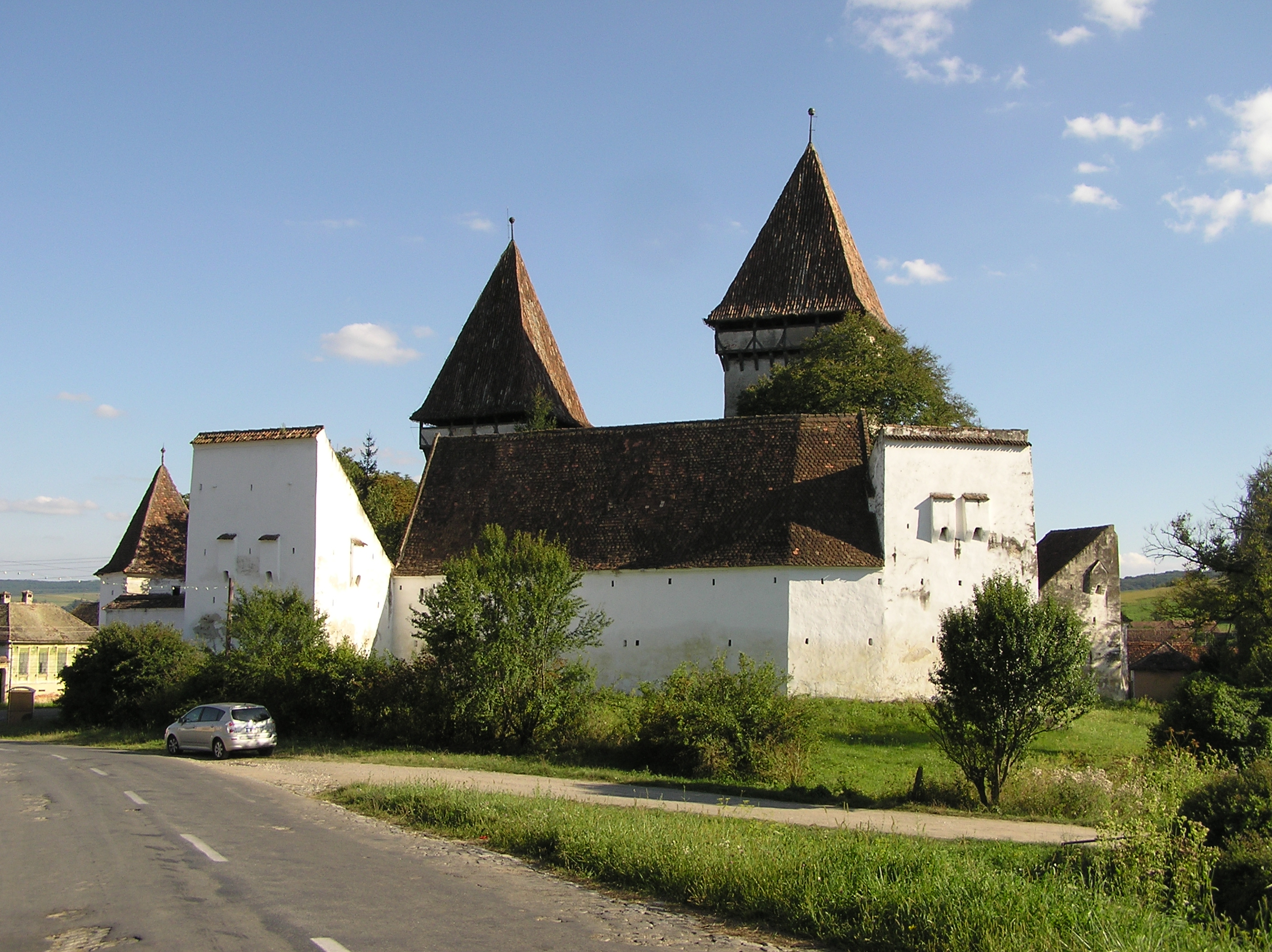
Dealu Frumos